# Баганда
Ганда или Баганда је назив за највећу од 43 етничке групе које данас живе у Уганди.
Пореклом су Банту из бенинско-конгоанске групе, и сматра се да су на подручје данашње Уганде дошли око године 1000. Углавном живе на западним и северним обалама језера Викторија. 
Има их око 3 милиона. 50% их живи у градовима, чинећи их најурбанизованијом од свих етничких група Уганде. 
Крајем 19. века су, под утицајем мисионара и арапских трговаца, прихватили англиканизам, католицизам и у мањој мери ислам. За време британске колонијалне власти држали су положаје у локалној управи.
Након независности и година политичке нестабилности, међу Гандама се јавља покрет повратка традицији, па је враћена институција Кабаке (краља). Неки Ганде се залажу и за територијалну аутономију, односно независност од Уганде.
Говоре Луганда језиком.